# مأمور بازی
مأمور بازی یا عامل بازی (به انگلیسی: Agent Game) یک فیلم اکشن، دلهره‌آور و جاسوسی آمریکایی محصول سال ۲۰۲۲ به کارگردانی گرانت اس. جانسون بر اساس فیلمنامه‌ای از مایک لنگر است. درموت مالرونی، آدان کانتو، کیتی کسیدی، اینی ایلانزا، ریس کویرو، برخد عبدی، جیسون آیزکس و مل گیبسون در این فیلم ایفای نقش می‌کنند. فیلمبرداری در آگوستا، جورجیا، از مارس تا آوریل ۲۰۲۱ انجام شد.

## داستان
هریس افسر سیا در ماموریت‌هایی برای بازداشت و جابجایی اتباع خارجی برای بازجویی شرکت دارد. هنگامی که مافوق هریس به قتل می‌رسد، او خود را قربانی قتل یک زندانی می‌بیند و باید از تیمی از مأموران که برای آوردن او فرستاده شده‌اند فرار کند، به رهبری یک مأمور دوگانه بی‌رحم.